# デンバー・ナゲッツのチーム記録
デンバー・ナゲッツチーム記録はNBAのデンバー・ナゲッツのチーム記録である。ABA時代のものも含む。
現役選手の記録も取り上げる。各部門のランク中（現役）は現在このチームに在籍していることを表す。
- - 各部門のランク内では2024-2025シーズンまでの記録を反映している。

## 通算得点
1. 21,645　アレックス・イングリッシュ
2. 16,589　ダン・イッセル
3. 16,210　ニコラ・ヨキッチ（現役）
4. 13,970　カーメロ・アンソニー
5. 11,992　デビッド・トンプソン
6. 10,130　ラルフ・シンプソン
7. 9,623　ジャマール・マレー（現役）
8. 8,603　バイロン・ベック
9. 8,081　ラファイエット・リーバー
10. 7,029　マクムード・アブドゥル＝ラウーフ

## 通算リバウンド
1. 8,141　ニコラ・ヨキッチ（現役）
2. 6,630　ダン・イッセル
3. 5,261　バイロン・ベック
4. 4,811　ディケンベ・ムトンボ
5. 4,686　アレックス・イングリッシュ
6. 4,547　ジュリアス・キー
7. 4,117　マーカス・キャンビー
8. 3,859　ネネイ
9. 3,634　ケネス・フェリード
10. 3,621　ラファイエット・リーバー

## 通算アシスト
1. 5,383　ニコラ・ヨキッチ（現役）
2. 3,679　アレックス・イングリッシュ
3. 3,566　ラファイエット・リーバー
4. 2,978　アンドレ・ミラー
5. 2,745　タイ・ローソン
6. 2,509　ジャマール・マレー（現役）
7. 2,181　マイケル・アダムズ
8. 2,047　ニック・ヴァン・エクセル
9. 2,005　ダン・イッセル
10. 1,950　ラルフ・シンプソン

## 通算ブロック（73-74シーズンから）
1. 1,486　ディケンベ・ムトンボ
2. 1,126　マーカス・キャンビー
3. 830　ウェイン・クーパー
4. 625　ボビー・ジョーンズ
5. 624　アレックス・イングリッシュ / クリス・アンダーセン
6. 604　アントニオ・マクダイス
7. 556　レイフ・ラフレンツ
8. 536　ニコラ・ヨキッチ（現役）
9. 508　ネネイ
10. 470　ダニー・シェイズ

## 通算スティール（73-74シーズンから）
1. 1,167　ラファイエット・リーバー
2. 1,070　T・R・ダン
3. 949　ニコラ・ヨキッチ（現役）
4. 854　アレックス・イングリッシュ
5. 798　ダン・イッセル
6. 694　ネネイ
7. 660　ボビー・ジョーンズ
8. 634　カーメロ・アンソニー
9. 632　レジー・ウィリアムズ
10. 602　マイケル・アダムズ

## 出場試合
1. 837　アレックス・イングリッシュ
2. 802　ダン・イッセル
3. 747　バイロン・ベック
4. 745　ニコラ・ヨキッチ（現役）
5. 734　T・R・ダン
6. 593　ビル・ハンズリック
7. 564　カーメロ・アンソニー
8. 555　ネネイ
9. 536　ダニー・シェイズ / ジャマール・マレー（現役）
10. 519　ラルフ・シンプソン

## 3ポイントシュート（NBAでは79-80より公式記録）成功
1. 1,146　ジャマール・マレー（現役）
2. 843　マイケル・ポーター・ジュニア（現役）
3. 814　ニコラ・ヨキッチ（現役）
4. 804　ウィル・バートン（現役）
5. 768　J・R・スミス
6. 630　マイケル・アダムス
7. 565　ゲイリー・ハリス（現役）
8. 540　ウィルソン・チャンドラー
9. 535　ダニーロ・ガリナリ（現役）
10. 514　チャウンシー・ビラップス

## フリースロー成功
1. 4,217　ダン・イッセル
2. 3,721　アレックス・イングリッシュ
3. 3,582　カーメロ・アンソニー
4. 2,996　デイヴィッド・トンプソン
5. 2,924　ニコラ・ヨキッチ（現役）
6. 1,908　ラルフ・シンプソン
7. 1,774　ダニー・シェイズ
8. 1,734　ネネイ
9. 1,700　ラリー・ジョーンズ
10. 1,547　デイブ・ロビッシュ

## 50得点以上
73得点
- デイヴィッド・トンプソン（vs DET / 1978年4月9日）（シーズン最終戦、得点王を争っていたが惜しくも2位となった。）

61得点
- ニコラ・ヨキッチ（vs MIN / 2025年4月1日）

59得点
- スペンサー・ヘイウッド（vs LAS / 1970年4月15日）（ABA時代・新人）（ABA新人記録）

56得点
- ニコラ・ヨキッチ（vs WAS / 2024年12月7日）

55得点
- ジャマール・マレー（vs POR / 2025年2月12日）

54得点
- アレックス・イングリッシュ（vs HOU / 1985年11月19日）
- マイケル・アダムズ（vs MIL / 1991年3月23日）

53得点
- ニコラ・ヨキッチ（vs PHX / 2023年5月7日）（プレーオフ）

52得点
- ラリー・ジョーンズ（vs OAK / 1967年11月28日）（ABA時代）
- ラリー・ジョーンズ（vs HSM / 1969年3月21日）（ABA時代）

51得点
- キキ・ヴァンダウェイ（vs DET / 1983年12月13日）
- アレックス・イングリッシュ（vs MIA / 1989年3月10日）
- マクムード・アブドゥル＝ラウーフ（vs UTA / 1995年12月7日）
- アレン・アイバーソン（vs LAL / 2007年12月5日）

50得点
- デイヴィッド・トンプソン（vs SAS / 1976年2月27日）（ABA時代・新人）
- キキ・ヴァンダウェイ（vs SAS / 1984年1月11日）
- カーメロ・アンソニー（vs NYK / 2009年11月27日）
- カーメロ・アンソニー（vs HOU / 2011年2月7日）
- ジャマール・マレー（vs UTA / 2020年8月23日）（プレーオフ）
- ジャマール・マレー（vs UTA / 2020年8月30日）（プレーオフ）
- ニコラ・ヨキッチ（vs SAC / 2021年2月6日）
- ジャマール・マレー（vs CLE / 2021年2月19日）

## その他
- シーズン最多平均スタッツ
  - 得点：30.0　スペンサー・ヘイウッド（1969-70シーズン）
  - リバウンド：19.5　スペンサー・ヘイウッド（1969-70シーズン）
  - アシスト：12.3　マーク・ジャクソン（1996-97シーズン）
  - スティール：2.7　ラファイエット・リーバー（1988-89シーズン）
  - ブロック：4.5　ディケンベ・ムトンボ（1995-96シーズン）
- シーズン最多通算スタッツ
  - 得点：2,519　スペンサー・ヘイウッド（1969-70シーズン）
  - リバウンド：1,637　スペンサー・ヘイウッド（1969-70シーズン）
  - アシスト：720　タイ・ローソン（2014-15シーズン）
  - スティール：223　ラファイエット・リーバー（1987-88シーズン）
  - ブロック：336　ディケンべ・ムトンボ（1993-94シーズン）
- 新人最多平均スタッツ
  - 得点：30.0　スペンサー・ヘイウッド（1969-70シーズン）
  - リバウンド：19.5　スペンサー・ヘイウッド（1969-70シーズン）
  - アシスト：4.9　ロブ・ウィリアムズ（1982-83シーズン）
- トリプル・ダブル達成回数（1979-80シーズンより公式記録）
  - 164回：ニコラ・ヨキッチ
  - 43回：ラファイエット・リーバー
  - 8回：ディケンべ・ムトンボ
- タイ・ローソン：1試合で10本連続3ポイントシュート成功（2011年4月9日）
- ニコラ・ヨキッチ：史上最速でトリプルダブル達成（14分33秒）（2017年2月15日）

## 主なアメリカ国籍以外の選手
- ニコロス・ツキティシュビリ（ジョージア）
- ディケンベ・ムトンボ（コンゴ民主共和国（旧ザイール））
- 巴特爾（中国）
- ヤクバ・ディアワラ（フランス）
- ネネイ（ブラジル）
- エドアルド・ナヘラ（メキシコ）
- リナス・クレイザ（リトアニア）
- ダニーロ・ガリナリ（イタリア）
- ティモフェイ・モズコフ（ロシア）
- ユスフ・ヌルキッチ（ボスニア・ヘルツェゴビナ）
- ニコラ・ヨキッチ（セルビア）
- ジャマール・マレー（カナダ）
- ブラッコ・チャンチャー（スロベニア）
- ファクンド・カンパッソ（アルゼンチン）
- ダリオ・サリッチ（クロアチア）